# Alasdair mac Mhaighstir Alasdair

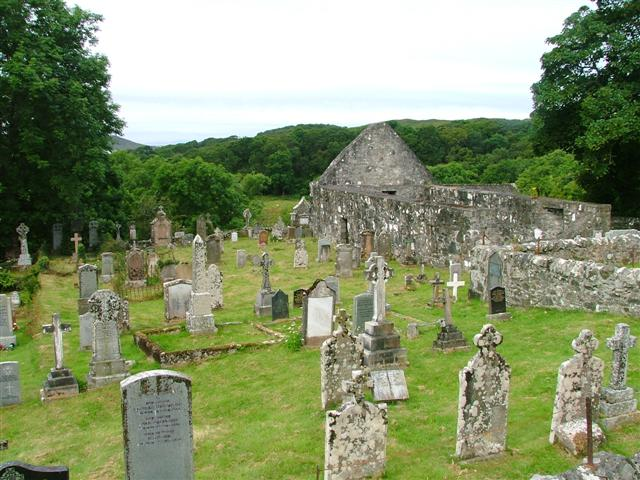
Un cementerio en Arisaig, donde Alasdair Mac Mhaighstir Alasdair está enterrado en una fosa sin identificar

Alasdair mac Mhaighstir Alasdair, o Alexander Macdonald (c.1690 - c.1770), nació en Ardnamurchan, donde su padre era el ministro. Los comunes a los de la familia para South Uist y tenía fuertes vínculos con Clann Raghnaill.

## Biografía
Según el folclore, Alasdair recibió la mayoría de su educación de su padre, pero luego entró en la la Universidad de Glasgow. La tradición también mantiene que dejó la universidad antes de recibir un diploma para casarse con Jane Macdonald de Glen Eigg. 
Nació su hijo, Raghnall Dubh, en 1728.
Cuando Alasdair vuelve a aparecer en los registros escritos, en 1729, fue como un maestro de escuela del SSPCK (Sociedad Escocesa para la Propagación del Conocimiento Cristiano), en la Isla Fhìonain, cerca de Fort William del día de hoy.
En 1738 Alasdair enseñaba en Cille Chòmhain y en 1739 estaba en Coire Mhuilinn, donde escribió el poema famoso "Allt an t-Siùcar" ('Arroyo del azúcar'). En 1741, publicó un diccionario del idioma gaélico, también el primer libro impreso que apareció primero en gaélico escocés.

### La Rebelión Jacobina de 1745
En 1745, Alasdair dejó de nuevo a la enseñanza y fue a Glenfinnan, donde alzó la bandera de Charles Stewart. Acerca de aquella época o un poco antes, Alasdair se convirtió al catolicismo y se convirtió en un oficial del regimiento del Younger of Clanranald en el ejército del Príncipe. Hizo una gran cantidad de canciones Jacobinas durante este periodo, por ejemplo "Canción de los Clanes" y "Canción del Príncipe Carlos". Algunos creen que escribió un tratado en inglés poco después de la Batalla de Culloden, como cuenta la folclórica de la rebelión a través de los ojos de los oficiales gaélicos del ejército del Príncipe.